# بول واربورغ
بول واربورغ (بالألمانية: Paul Warburg) (و. 1868 – 1932 م) هو سياسي، ومصرفي من ألمانيا، الولايات المتحدة الأمريكية ولد في هامبورغ.

## روابط خارجية
- بول واربورغ على موقع إن إن دي بي (الإنجليزية)